# Quận Madison, Ohio
Quận Madison là một quận thuộc tiểu bang Ohio, Hoa Kỳ. Quận lỵ đóng ở London6. 
Dân số theo điều tra năm 2010 của Cục điều tra dân số Hoa Kỳ là 43435 người.

## Địa lý
Theo Cục điều tra dân số Hoa Kỳ, quận này có diện tích 1210 km2, trong đó có 2,1 km2 là diện tích mặt nước.